# Hydrophorus albosignatus
Hydrophorus albosignatus är en tvåvingeart som beskrevs av Ringdahl 1919. Hydrophorus albosignatus ingår i släktet Hydrophorus och familjen styltflugor. Enligt den finländska rödlistan är arten nära hotad i Finland. Enligt den svenska rödlistan är arten nära hotad i Sverige. Arten förekommer i Övre Norrland. Artens livsmiljö är strandängar vid Östersjön. Inga underarter finns listade i Catalogue of Life.